# CF Brăila în sezonul 1995-1996
Sezonul 1995-1996  reprezintă al doilea sezon pentru Dacia Unirea Brăila în Liga a II-a, după patru ani petrecuți în Liga I. Sezonul anterior a ratat 
promovarea, deoarece a făcut blat și nu a mai promova din cauza celor de la FRF care le-au suspendat meciurile din cauza blatului Trifina-Cănănău. Joacă un baraj pe 18 mai 1996 cu Oțelul Târgoviște dar îl pierde cu 3-0, marcatori fiind Laurențiu Bogoi, Răzvan Toboșaru și Vasile Bârdeș. La acel meci au jucat pentru Oțelul Târgoviște următorii:
Cristian Igescu, Cristian Țermure, Laurențiu Reghecampf, Remus Gâlmencea, Dan Mielușică, Cristian Bălașa, Vasile Bârdeș, Bogdan Liță, Cosmin Becheanu, Daniel Procorodie, Laurențiu Bogoi, Răzvan Toboșaru, Marian Ioniță și Mihai Iosif nu a fost utilizat doar un jucător George Răceanu căci schimbări au fost două Laurențiu
Bogoi cu Marian Ioniță și Răzvan Toboșaru cu Mihai Iosif au fost avertizați cu cartonașe roșii galbene respectiv Laurențiu Bogoi și Remus Gâlmencea. Pentru Dacia Unirea Brăila au jucat următorii: Constantin Brătianu, Sandu Minciu, Mircea Minescu, Cătălin Vasile Savu, Adrian Baldovin, Gabriel Baciu, Cojocaru, Daniel Pleșa, Dumitru Bâlea, Ionel Drăgoi, Marius Milea, Cătălin Popa, Mircea Onisemiuc nu au fost utilizați trei jucători Ștefan Nicoloff, Nicușor Ciorășteanu, și Florian Bulancea schimbări au
fost între Gabriel Baciu cu Cojocaru și Dumitru Bâlea cu Ionel Drăgoi. Meciul s-a jucat pe stadionul Municipal cu 20.000 de spectatori în tribună, vremea însorită, teren foarte bun. au asistat la meci nume mari ale fotbalului românesc trebuie amintiți următorii: Cornel Drăgușin, Traian Tomescu, Dumitru Dumitriu, Mihai Stoichiță, Constantin Frățilă, Iulian Mihăescu, Viorel Ilinca, Răzvan Tunaru, Mircea Dancu, Ioan Andone, Grigore Ciupitu, Dorin Naste și alții.  

## Echipă
| Nr. |         | Poziție | Jucător             |
| --- | ------- | ------- | ------------------- |
| 1   | România | P       | Constantin Brătianu |
| 12  | România | P       | Ștefan Nicoloff     |
| 2   | România | F       | Mircea Minescu      |
| 3   | România | F       | Adrian Baldovin     |
| -   | România | F       | Florian Bulancea    |
| -   | România | F       | Alexandru Rupedeal  |
| 4   | România | F       | Sandu Minciu        |
| -   | România | F       | Nicușor Ciorășteanu |
| -   | România | F       | Gabriel Baciu       |
| -   | România | F       | Călin Cojocaru      |
| -   | România | M       | Cătălin Savu        |
| -   | România | M       | Daniel Pleșa        |
| -   | România | M       | Gheorghe Negoiță    |
| -   | România | M       | Dorin Mardale       |
| -   | România | M       | Marcel Dobrescu     |
| -   | România | M       | Ionel Vioreanu      |
| -   | România | M       | Ionuț Mihai         |
| -   | România | M       | Ionuț Alecu         |
| -   | România | M       | Marian Brăguță      |
| 15  | România | M       | Ionel Drăgoi        |
| -   | România | M       | Marius Milea        |
| -   | România | M       | Dumitru Bâlea       |
| -   | România | A       | Mircea Onisemiuc    |
| -   | România | A       | Cătălin Popa        |

## Transferuri

### Sosiri
| Post | Jucător        | De la echipa     | Sumă de transfer  | Dată |  | ---- |
| ---- | -------------- | ---------------- | ----------------- | ---- |  | ---- |
| A    | Cătălin Popa   | Steaua București | liber de contract | -    |  |      |
| M    | Daniel Pleșa   | Juniori          | liber de contract | -    |  |      |
| M    | Ionuț Mihai    | Juniori          | liber de contract | -    |  |      |
| M    | Ionuț Alecu    | Juniori          | liber de contract | -    |  |      |
| M    | Cătălin Savu   | Dunărea Galați   | liber de contract | -    |  |      |
| M    | Dorin Mardale  | Petrolul Brăila  | liber de contract | -    |  |      |
| M    | Marius Milea   | Dunărea Călărași | liber de contract | -    |  |      |
| F    | Călin Cojocaru | CSM Reșița       | liber de contract | -    |  |      |

### Plecări
| Post | Jucător         | De la echipa        | Sumă de transfer  | Dată |  | ---- |
| ---- | --------------- | ------------------- | ----------------- | ---- |  | ---- |
| A    | Mihai Baicu     | Progresul București | liber de contract | -    |  |      |
| M    | Cătălin Anghel  | Farul Constanța     | liber de contract | -    |  |      |
| M    | Marin Petrache  | Oțelul Galați       | liber de contract | -    |  |      |
| F    | Tudorel Pelin   | Oțelul Galați       | liber de contract | -    |  |      |
| M    | Giani Florian   | Petrolul Moinești   | liber de contract | -    |  |      |
| M    | Alexandru Pavel | Dunărea Galați      | liber de contract | -    |  |      |
| M    | Dumitru Bâlea   | CSM Reșița          | liber de contract | -    |  |      |

## Seria II

### Rezultate
| Victorii | Egaluri | Înfrângeri | Cea mai mare victorie | Cea mai mare înfrangere |

## Seria II

### Rezultate
| Liga 2 | Liga 2       | Liga 2         | Liga 2    | Liga 2 | Liga 2 | Liga 2 | Liga 2 | Liga 2 |
| Etapa  | Echipa gazda | Echipa oaspete | Marcatori | Scor   |        |        |        |        |
| ------ | ------------ | -------------- | --------- | ------ | ------ | ------ | ------ | ------ |

| Victorii | Egaluri | Înfrângeri | Cea mai mare victorie | Cea mai mare înfrangere |

### Sezon intern
| 1 | Dunărea Galați      | Dacia Unirea Brăila | Arăpașu 83' (pen.) Pavel 12' Cojocaru 38' | 1-2 |
| 2 | Dacia Unirea Brăila | Dunărea Galați      | Matei 17' (pen.) Cojocaru 48'             | 2-0 |

 Clasamentul după 34 de etape se prezintă astfel: